# دیدیه دروگبا
دیدیه دروگبا (به فرانسوی: Didier Drogba) (زاده ۱۱ مارس ۱۹۷۸ - آبیجان) بازیکن سابق فوتبال اهل ساحل عاج است. به عقیده بسیاری از کارشناسان دروگبا یکی از کامل ترین مهاجمان تاریخ فوتبال به شمار می‌‌رود. بر اساس گزارش فدراسیون رسمی آمار و ارقام تاریخ فوتبال، دروگبا برترین مهاجم و بهترین گلزن رقابت های بین المللی دهه اول قرن ۲۱ است. 
وی سابقه عضویت در تیم‌های لو مان، گنگام، المپیک مارسی، چلسی (۲۰۰۴–۲۰۱۲)، شانگهای شنهوآ، گالاتاسرای و چلسی (۲۰۱۴–۲۰۱۵) را دارد.
دروگبا برای نقشی که در روند صلح کشورش بازی کرده‌است، تحسین شده‌است. بعد از این که ساحل عاج برای اولین بار در تاریخ به جام جهانی فوتبال ۲۰۰۶ صعود کرد، وی از طرفین جنگی که تا آن زمان منجر به کشته شدن بیش از ۵٠ هزار نفر شده بود درخواست کرد که سلاح‌های خود را زمین بگذارند، درخواستی که منجر به پایان جنگ داخلی پنج ساله در ساحل عاج شد.به این ترتیب گره ای که ۵ سال با جنگ و خونریزی باز نشد با یک جمله مرد تاثیرگذار فوتبال به صلح انجامید. دروگبا همچنین به برگزاری یک بازی مقدماتی جام ملت‌های آفریقا در شهر بواک ساحل عاج که مرکز شورشی‌ها بود، کمک کرد. تلاش‌های وی برای صلح باعث شد که مجله تایم وی را در لیست ۱۰۰ فرد مؤثر جهان در سال ۲۰۱۰ قرار دهد. او در کنار لیونل مسی تنها بازیکنان فوتبال هستند که در لیست ١٠٠ انسان تاثیرگذار دنیا قرار گرفتند. همچنین دروگبا در سال ۲۰۱۲ در لیست ۱۰۰ بازیکن برتر جهان در رنکینگ توپ طلای فرانس فوتبال علی رغم حضور در تیم شانگهای شنهوآ در رتبۀ ٩ برترین بازیکنان جهان قرار گرفت.  دیدیه دروگبا در تاریخ ۹ اوت ۲۰۱۴ از فوتبال ملی خداحافظی کرد  او با ۶۵ گل زده بهترین گلزن تاریخ تیم ملی فوتبال ساحل عاج می‌باشد. دروگبا همچنین با ١۶۴ گلی که برای باشگاه فوتبال چلسی به ثمر رسانده‌است، چهارمین گلزن تاریخ این باشگاه بعد از فرانک لمپارد، بابی تامبلینگ و کری دیکسون می‌باشد. دروگبا مجری مراسم توپ طلای سال ۲۰۱۹ و ۲۰۲۲ بود.

## آمار بازی‌های ملی
| تیم ملی  | سال | دوستانه | دوستانه | مسابقه بین‌المللی | مسابقه بین‌المللی | مجموع | مجموع |
| تیم ملی  | سال | بازی    | گل      | بازی             | گل               | بازی  | گل    |
| -------- | --- | ------- | ------- | ---------------- | ---------------- | ----- | ----- |
| ساحل عاج |     |         |         |                  |                  |       |       |
| ۲۰۰۲     | ۰   | ۰       | ۱       | ۰                | ۱                | ۰     |       |
| ۲۰۰۳     | ۴   | ۱       | ۳       | ۳                | ۷                | ۴     |       |
| ۲۰۰۴     | ۳   | ۳       | ۴       | ۳                | ۷                | ۶     |       |
| ۲۰۰۵     | ۳   | ۱       | ۵       | ۶                | ۸                | ۷     |       |
| ۲۰۰۶     | ۷   | ۴       | ۷       | ۴                | ۱۴               | ۸     |       |
| ۲۰۰۷     | ۶   | ۳       | ۲       | ۱                | ۸                | ۴     |       |
| ۲۰۰۸     | ۲   | ۱       | ۶       | ۳                | ۸                | ۴     |       |
| ۲۰۰۹     | ۲   | ۲       | ۵       | ۶                | ۷                | ۸     |       |
| ۲۰۱۰     | ۵   | ۲       | ۶       | ۲                | ۱۱               | ۴     |       |
| ۲۰۱۱     | ۲   | ۱       | ۳       | ۴                | ۵                | ۵     |       |
| ۲۰۱۲     | ۴   | ۲       | ۱۰      | ۷                | ۱۴               | ۹     |       |
| ۲۰۱۳     | ۲   | ۱       | ۷       | ۳                | ۹                | ۴     |       |
| ۲۰۱۴     | ۳   | ۳       | ۳       | ۰                | ۶                | ۳     |       |
| مجموع    |     | ۴۲      | ۲۳      | ۶۲               | ۴۳               | ۱۰۴   | ۶۵    |

## افتخارات
باشگاهی
چلسی
لیگ قهرمانان اروپا: (۱) ۲۰۱۲_۲۰۱۱
لیگ برتر انگلستان: (۴) ۲۰۱۵_۲۰۱۴ ، ۲۰۱۰_۲۰۰۹ ، ۲۰۰۶_۲۰۰۵ ، ۲۰۰۵_۲۰۰۴
جام حذفی انگلستان: (۴) ۲۰۱۲ ، ۲۰۱۰ ، ۲۰۰۹ ، ۲۰۰۷
جام اتحادیه انگلستان : (٣) ٢٠١۵، ٢٠٠٧، ٢٠٠۵
سوپرجام انگلستان: (۲) ۲۰۱۰_۲۰۰۹ ، ۲۰۰۶_۲۰۰۵
گالاتاسرای
سوپر لیگ ترکیه : (۱) ۲۰۱۳_۲۰۱۲ 
جام حذفی ترکیه : (۱) ۲۰۱۴_۲۰۱۳
سوپرکاپ ترکیه :(١) ٢٠١۴
افتخارات فردی   
کفش طلای پریمیرلیگ (٢) ٢٠١٠_٢٠٠٩، ٢٠٠٧_٢٠٠۶
بیشترین پاس گل پریمیرلیگ فصل ٢٠٠۶_٢٠٠۵
حضور در ترکیب منتخب فصل پریمیرلیگ  
٢٠١٠_٢٠٠٩، ٢٠٠٧_٢٠٠۶
تیم منتخب سال فیفا ٢٠٠٧
تیم منتخب سال اروپا ٢٠٠٧
برترین مهاجم سال اروپا ٢٠٠٧
مرد سال آفریقا ٢٠٠٩، ٢٠٠۶
برترین گلزن جام ملت های آفریقا ٢٠١٢
بهترین بازیکن لیگ فرانسه فصل ٢٠٠۴_٢٠٠٣
بهترین بازیکن خارجی لیگ فرانسه فصل ٢٠٠٣_٢٠٠٢
بهترین بازیکن فصل جام یوفا  ٢٠٠۴_٢٠٠٣
بازیکن سال چلسی  ٢٠١٠
بازیکن سال چلسی از نگاه هواداران ٢٠٠٧
بازیکن سال مارسی ٢٠٠۴
بازیکن سال گنگام فصل ٢٠٠٣
بازیکن سال گالاتاسارای ٢٠١٣
بازیکن سال سوپرلیگ ترکیه ٢٠١٣
بهترین بازیکن فینال چمپیونزلیگ ٢٠١٢
بهترین بازیکن سوپرکاپ انگلیس ٢٠٠۵
بهترین بازیکن فینال جام حذفی انگلیس ٢٠٠٧
بهترین بازیکن فینال جام اتحادیه انگلیس ٢٠٠٧
بهترین بازیکن فینال جام حذفی انگلیس سال ٢٠١٠
بهترین بازیکن سوپرکاپ ترکیه ٢٠١٣
حضور در ترکیب منتخب سال آفریقا (۵)
٢٠١٢، ٢٠١٠، ٢٠٠٩، ٢٠٠٧، ٢٠٠۶
جایزه افتخاری اتحادیه نویسندگان فوتبال انگلیس(FWA)